# Archytas marmoratus
Archytas marmoratus är en tvåvingeart som först beskrevs av Townsend 1915.  Archytas marmoratus ingår i släktet Archytas och familjen parasitflugor. Inga underarter finns listade i Catalogue of Life.